# خونریزی واژن
خونریزی واژینال (به انگلیسی: Vaginal bleeding) هر گونه دفع خون از واژن است. این خونریزی ممکن است از رحم، دیواره واژن یا دهانه رحم سرچشمه بگیرد. به‌طور کلی، یا بخشی از یک چرخه قاعدگی طبیعی است یا به دلیل مشکلات هورمونی یا سایر مشکلات دستگاه تناسلی، مانند خونریزی غیرطبیعی رحم ایجاد می‌شود.
خونریزی واژینال در دوران بارداری می‌تواند طبیعی باشد، به خصوص در اوایل بارداری. با این حال، خونریزی همچنین ممکن است نشان دهنده یک عارضه بارداری باشد که نیاز به درمان پزشکی دارد. خونریزی در دوران بارداری معمولاً، اما نه همیشه، به خود بارداری است.
خونریزی ماهانه منظم واژینال یا همان قاعدگی در طول سال‌های باروری، یک فرایند فیزیولوژیکی طبیعی است. در طول سال‌های باروری، خونریزی بیش از حد شدید (منوراژی یا خونریزی شدید قاعدگی)، بین دوره‌های قاعدگی ماهانه رخ می‌دهد (خون‌ریزی بین قاعدگی)، بیشتر از هر ۲۱ روز اتفاق می‌افتد (خون‌ریزی غیرطبیعی رحم)، به ندرت رخ می‌دهد. (الیگومنوره) یا پس از آمیزش واژینال (خونریزی پس از مقاربت) رخ می‌دهد و باید بررسی شود.
علل خونریزی غیرطبیعی واژن بسته به سن متفاوت است، و چنین خونریزی می‌تواند نشانه ای از شرایط خاص پزشکی باشد، از عدم تعادل هورمونی یا عدم تخمک گذاری تا بدخیمی (سرطان دهانه رحم، سرطان واژن یا سرطان رحم). در کودکان خردسال یا افراد مسن مبتلا به اختلال شناختی، منبع خونریزی ممکن است مشخص نباشد و ممکن است از دستگاه ادراری (خون‌ادراری) یا رکتوم به جای واژن باشد، هرچند اکثر زنان بالغ می‌توانند محل خونریزی را شناسایی کنند. هنگامی که خونریزی واژینال در کودکان پیش از بلوغ یا در زنان یائسه رخ می‌دهد، همواره نیازمند بررسی جدی پزشکی است.

## تشخیص‌های افتراقی
در تشخیص‌های افتراقی، پارامترهای قاعدگی طبیعی در نتیجه یک فرایند بین‌المللی طراحی شده برای ساده کردن اصطلاحات و تعاریف برای ناهنجاری‌های خونریزی قاعدگی تعریف شده‌است. علل خونریزی غیرطبیعی واژن بسته به سن متفاوت است.

### در کودکان
خونریزی در کودکان اگر قبل از زمان مورد انتظار قاعدگی و در غیاب رشد مناسب بلوغ رخ دهد، نگران کننده است. خونریزی قبل از شروع بلوغ نیازمند ارزیابی است. ممکن است ناشی از علل موضعی یا عوامل هورمونی باشد. در کودکان، تعیین منبع خونریزی ممکن است چالش‌برانگیز باشد و خونریزی «واژینال» ممکن است در واقع از مثانه یا مجرای ادرار یا از رکتوم ناشی شود.
خونریزی واژینال در هفته اول زندگی پس از تولد یک موضوع رایج است و پزشکان متخصص اطفال معمولاً در زمان ترخیص از بیمارستان دربارهٔ آن با مادران فرزند اول صحبت می‌کنند. در دوران کودکی، سایر علل احتمالی عبارتند از: وجود جسم خارجی در واژن، تروما (به‌طور تصادفی یا غیر تصادفی، یعنی سوءاستفاده جنسی از کودکان یا آزار جنسی کودک)، افتادگی مجرای ادرار، عفونت واژن (واژینیت)، زخم فرج، بیماری‌های پوستی فرج مانند لیکن اسکلروزوس و به ندرت تومور (تومورهای خوش‌خیم یا بدخیم واژن یا تومورهای تخمدان تولیدکننده هورمون). علل هورمونی عبارتند از بلوغ زودرس مرکزی، یا بلوغ زودرس محیطی (سندرم مک کان- آلبرایت)، یا کم‌کاری تیروئید اولیه.
در حالی که این علامت معمولاً برای والدین نگران کننده است، اکثر علل خوش‌خیم دارند، اگرچه سوء استفاده جنسی یا تومور به ویژه مهم هستند. معاینه تحت بیهوشی (EUA) ممکن است برای رد جسم خارجی یا تومور واژن ضروری باشد، هرچند ابزارهایی که برای هیستروسکوپی طراحی شده‌اند، گاهی می‌توانند در کودکان با بی‌حسی موضعی برای واژینوسکوپی مطب استفاده شوند و نیاز به آرامبخش یا بیهوشی عمومی و اتلاف زمان اتاق عمل را حذف کند.

### قبل از یائسگی

#### پیش زمینه
پیش از یائسگی زنان، علت خونریزی می‌تواند از رحم، ضایعات فرج یا واژن یا از دهانه رحم باشد. برای تعیین منبع خونریزی می‌توان معاینه زنان را انجام داد. خونریزی همچنین ممکن است در نتیجه یک عارضه بارداری مانند سقط خود به خود (سقط جنین)، حاملگی خارج از رحم یا رشد غیرطبیعی جفت رخ دهد، حتی ممکن است زن از بارداری آگاه نباشد. این احتمال را باید در مدیریت تشخیص در نظر گرفت.
به‌طور کلی، علل خونریزی غیرطبیعی رحم در زنان پیش از یائسگی که باردار هم نیستند، شامل فیبروم رحم، پولیپ، اختلالات هورمونی مانند سندرم تخمدان پلی‌کیستیک (PCOS)، اختلال انعقاد خون و سرطان رحم است. عفونت‌هایی مانند دهانه رحم یا بیماری التهابی لگن (PID) نیز می‌توانند منجر به خونریزی واژینال شوند. خونریزی پس از مقاربت به خونریزی‌هایی گفته می‌شود که بعد از رابطه جنسی رخ می‌دهد. در نهایت، یک عارضه جانبی طبیعی و رایج پیشگیری از بارداری شامل لکه بینی یا خونریزی واژن است.

#### دستورالعمل‌های بالینی (طبقه‌بندی FIGO)
یک دستورالعمل بالینی خاص تر، به نام سیستم PALM-COEIN، توسط فدراسیون بین‌المللی زنان و زایمان (FIGO) برای طبقه‌بندی علل خونریزی غیرطبیعی رحم ایجاد شده‌است. این مخفف Polyp, A denomyosis, L eiomyoma, M alignancy و Hyperplasia, C oagulopathy, O vulatory Disorders, E endometrial Disorders, I atrogenic Causes و N ot Classified است. گروه اختلالات قاعدگی FIGO، با نظرات کارشناسان بین‌المللی، تعریف ساده ای از خونریزی غیرطبیعی را پیشنهاد کرد که عبارات نادرستی مانند منوراژی، متروراژی، هیپرمنوره، و خونریزی ناکارآمد رحمی (DUB) را به نفع تعریف انگلیسی ساده خونریزی واژینال کنار گذاشت. خونریزی از نظر نظم سیکل، دفعات، مدت و حجم می‌باشد.
علل PALM به دلایل ساختاری، آناتومیک و هیستولوپاتولوژیک رحم مربوط می‌شود که می‌تواند با تکنیک‌های تصویربرداری مانند سونوگرافی یا بیوپسی برای مشاهده بافت وشناسی ضایعه ارزیابی شود. دلایل COEIN خونریزی غیرطبیعی، به علل ساختاری مربوط نمی‌شود.
- پولیپ‌ها: پولیپ‌های آندومتر تومورهای خوش‌خیمی هستند که معمولاً در هنگام سونوگرافی زنان تشخیص داده می‌شوند و با استفاده از سونوگرافی انفوزیون نمکی یا هیستروسکوپی تأیید می‌شوند، اغلب با بیوپسی آندومتر که تأیید آسیب‌شناسی بافتی (هیستوپاتولوژیک) را ارائه می‌دهد همراه است. پولیپ‌های اندوسرویکال در زمان معاینه زنان و زایمان با استفاده از اسپکولوم واژینال قابل مشاهده و اغلب با یک جراحی جزئی در مطب قابل برداشتن هستند.
- آدنومیوز: آدنومیوز وضعیتی است که در آن غدد آندومتر در داخل عضله رحم (میومتر) وجود دارند و پاتوژنز و مکانیسمی که توسط آن باعث خونریزی غیرطبیعی می‌شود مورد بررسی قرار گرفته می‌گیرد.[۱۷]
- لیومیوم (فیبروم): فیبروم رحم، مشکلی شایع است، البته بیشتر فیبروم‌ها بدون علامت هستند. وجود لیومیوم ممکن است دلیل خونریزی غیرطبیعی نباشد، اما فیبروم‌هایی که در زیر مخاط قرار دارند، بیشترین احتمال ایجاد خونریزی غیرطبیعی را دارند.[۱۶]
- بدخیمی (پیش سرطانی و سرطانی): و هیپرپلازی سیستم (PALM-COEIN) دسته بدخیم است و شامل بدخیمی‌های دستگاه تناسلی از جمله سرطان‌های فرج، واژن، دهانه رحم و رحم می‌شود. هیپرپلازی آندومتر، که در این دسته خونریزی‌های غیرطبیعی PALM گنجانده شده‌است، به‌خصوص در زنان چاق یا با سابقه عدم تخمک گذاری مزمن شایع‌تر است. هنگامی که هیپرپلازی آندومتر با سلول‌های آتیپیک همراه باشد، می‌تواند به سرطان تبدیل شود یا همزمان با آن رخ دهد. البته هیپرپلازی آندومتر و سرطان آندومتر بیشتر در بین زنان یائسه رخ می‌دهد، اکثر بیماران مبتلا به سرطان آندومتر، خونریزی غیرطبیعی دارند و بنابراین این مورد باید زنان در سال‌های باروری مورد توجه قرار گیرد.[۱۶]
- انعقاد (اختلالات لخته شدن خون): خونریزی شدید قاعدگی می‌تواند به اختلال انعقاد خونمربوط باشد.[۱۸] بیماری فون ویلبراند شایع‌ترین بیماری انعقادی است و اکثر زنان مبتلا به بیماری فون ویلبراند خونریزی شدید قاعدگی دارند.[۱۸]۲۰ درصد از زنانی که خونریزی شدید قاعدگی دارند، دچار اختلال خونریزی هستند.[۱۹] اختلالات خونریزی در ۶۲ درصد از نوجوانان با خونریزی شدید قاعدگی دیده می‌شود.[۲۰]
- اختلال تخمک گذاری: اختلال تخمک گذاری یا عدم تخمک گذاری یک علت شایع خونریزی غیرطبیعی است که ممکن است منجر به خونریزی نامنظم و غیرقابل پیش‌بینی و همچنین خونریزی شدید شود. عامل آن، غدد درون ریز یا اختلالات هورمونی باعث اختلالات تخمک گذاری شامل سندرم تخمدان پلی کیستیک (PCOS)، اختلالات تیروئید، هیپرپرولاکتینمی، چاقی، اختلالات خوردن از جمله بی اشتهایی عصبی یا بولیمیا، یا عدم تعادل بین ورزش و مصرف کالری است.[۲۱]
- آندومتر: علل آندومتر خونریزی غیرطبیعی شامل عفونت آستر رحم، آندومتریت است که ممکن است پس از سقط خودبه‌خودی یا زایمان رخ دهد، یا ممکن است مربوط به بیماری‌های آمیزشی رحم، لوله‌های فالوپ یا بیماری التهابی لگن (PID) باشد. سایر علل خونریزی غیرطبیعی مربوط به آندومتر، ممکن است موبوط به بهبود آندومتر یا رگ‌های خونی ایجاد شده هنگام بهبود باشد.[۱۶]
- یاتروژنیک (ناشی از درمان یا اقدامات پزشکی است): شایع‌ترین علت آتروژنیک خونریزی غیرطبیعی ناشی از درمان با داروهای هورمونی مانند قرص‌های ضدبارداری، چسب‌ها، حلقه‌ها، تزریق‌ها، ایمپلنت‌ها و دستگاه‌های جلوگیری از بارداری داخل رحمی (IUD) است. هورمون درمانی برای درمان علائم یائسگی نیز می‌تواند باعث خونریزی غیرطبیعی شود. خونریزی نامنظم که در طول چنین درمان هورمونی رخ می‌دهد، " خونریزی ناگهانی " (BTB) نامیده می‌شود. بر پایبندی به رژیم دارویی تأثیر می‌گذارد.[۲۲] در صورت فراموشی داروهای ضدبارداری خوراکی، خطر خونریزی ناگهانی بیشتر است.[۲۳]
- طبقه‌بندی نشده: رده طبقه‌بندی نشده سیستم PALM-COEIN شامل شرایطی است که ممکن است نادر باشند یا سهم آنها در خونریزی غیرطبیعی به خوبی ثابت یا درک نشده باشد.[۱۶]

### بارداری
خونریزی واژینال در ۱۵ تا ۲۵ درصد از بارداری‌های در سه‌ماهه اول رخ می‌دهد. از این تعداد نیمی به سقط خودبه‌خودی و نیمی دیگر جنین از بین رفته‌است. دلایل متعددی از جمله عوارض جفت مانند جدا شدن جفت و جفت سرراهی وجود دارد. علل دیگر عبارتند از سقط جنین، حاملگی خارج از رحم، حاملگی مولار، ناتوانی دهانه رحم، پارگی رحم و زایمان زودرس. خونریزی در اوایل بارداری ممکن است نشانه ای از سقط جنین تهدید شده یا ناقص باشد.
در سه‌ماهه دوم یا سوم، جفت سرراهی (جفتی که به‌طور جزئی یا کامل روی دهانه رحم قرار دارد) ممکن است به شدت خونریزی کند. جدا شدن جفت اغلب با خونریزی رحم و همچنین درد رحم همراه است.

### پس از یائسگی
آتروفی آندومتر، فیبروم رحم و سرطان مخاط رحم از علل شایع خونریزی واژن پس از یائسگی هستند. حدود ۱۰ درصد موارد به دلیل سرطان آندومتر است. فیبروم‌های رحمی تومورهای خوش‌خیمی هستند که از سلول‌های عضلانی و سایر بافت‌های واقع در داخل و اطراف دیواره رحم ساخته شده‌اند. زنان مبتلا به فیبروم همیشه علائمی ندارند، اما برخی از آن‌ها خونریزی واژینال بین قاعدگی، درد در حین رابطه جنسی و کمردرد را تجربه می‌کنند.

## ارزیابی تشخیصی
علت خونریزی را اغلب می‌توان بر اساس تاریخچه خونریزی، معاینه فیزیکی و سایر آزمایش‌ها پزشکی تشخیص داد. معاینه فیزیکی برای ارزیابی خونریزی واژینال معمولاً شامل مشاهده دهانه رحم با اسپکولوم، معاینه لگن و معاینه رکتوواژینال است. این معاینه‌ها بر یافتن منبع خونریزی و جستجوی هر گونه ناهنجاری که می‌تواند باعث خونریزی شود متمرکز است. علاوه بر این، شکم معاینه و لمس می‌شود تا مشخص شود که خونریزی منشأ شکمی دارد یا خیر. به‌طور معمول یک تست بارداری نیز انجام می‌شود. اگر خونریزی بیش از حد یا طولانی مدت بود، CBC ممکن است برای بررسی کم خونی مفید باشد. آندومتر غیرطبیعی ممکن است با هیستروسکوپی با بافت‌بردارییا اتساع و کورتاژ بررسی شود.

### خونریزی پس از یائسگی
در خونریزی واژینال پس از یائسگی، هدف اولیه هر ارزیابی تشخیصی، حذف هیپرپلازی و بدخیمی آندومتر است. سونوگرافی ترانس واژینال و نمونه برداری از اندومتر روش‌های رایج برای ارزیابی اولیه هستند. دستورالعمل‌های کالج آمریکایی متخصصان زنان و زایمان (ACOG) سونوگرافی ترانس واژینال را به عنوان یک روش خط اول مناسب برای شناسایی بیمارانی که در معرض خطر بالاتر سرطان مخاط رحم هستند، را توصیه می‌کند. نمونه برداری از آندومتر در صورت داشتن یافته‌ها و/یا علائم زیر یافت می‌شود:
- ضخامت آندومتر بیشتر از ۴ میلی‌متر
- اکوژنیک افزایش یافته یا کانونی (ناهمگنی)
- عدم مشاهد آندومتر
- خونریزی مداوم یا مکرر بدون توجه به ضخامت آندومتر

نمونه برداری از آندومتر را می‌توان با بیوپسی آندومتر با استفاده از دستگاه نمونه‌گیری آندومتر مانند پایپل (pipelle) یا با اتساع و کورتاژ (D&C) با یا بدون هیستروسکوپی به دست آورد.

### طبقه‌بندی فیگو

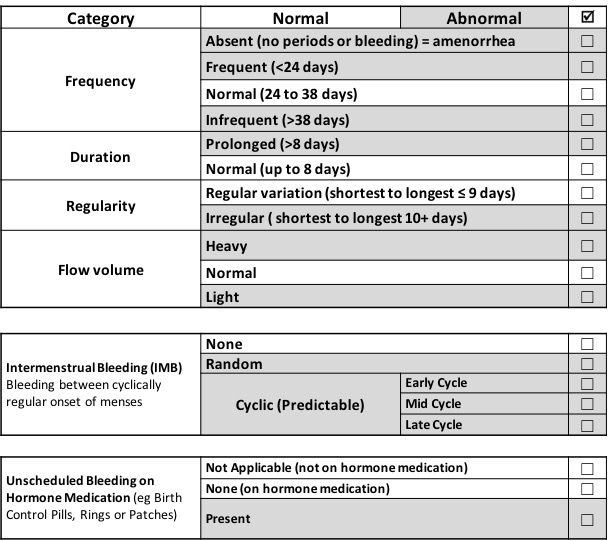
سیستم FIGO 1. سیستم تعریف و نامگذاری خونریزی طبیعی و غیرطبیعی رحمی (AUB) در سالهای باروری.

در سال ۲۰۱۱ میلادی، فدراسیون بین‌المللی زنان و زایمان (FIGO) دو سیستم طراحی شده برای کمک به تحقیقات، آموزش و مراقبت بالینی زنان مبتلا به خونریزی غیرطبیعی رحم (AUB) در سال‌های باروری را به رسمیت شناخت.

## عوارض
خونریزی حاد و شدید، مانند حاملگی خارج از رحم و خونریزی پس از زایمان، منجر به کم‌حجمی خون (hypovolemia)، باعث شوک می‌شود. در حقیقت یک فوریت پزشکی است و نیاز به انتقال به بیمارستان و تزریق وریدی دارد که معمولاً به دنبال آن تزریق خون نیز انجام می‌شود. پس از جبران حجم خون در گردش، تحقیقات برای شناسایی منبع خونریزی و رفع آن انجام می‌شود. خونریزی کنترل نشده تهدید جدی برای زنده مانده فرد است و ممکن است به آمبولیزاسیون شریان رحمی (انسداد رگ‌های خونی تأمین کننده رحم)، منجر و انجام لاپاراتومی (جراحی باز کردن شکم) نیاز باشد، شایان ذکر است گاهی وقت‌ها به هیسترکتومی (برداشتن رحم) به عنوان آخرین راه حل منجر می‌شود.
یک عارضه احتمالی از دست دادن طولانی مدت خون از واژن، کم‌خونی فقر آهن است که می‌تواند به‌طور پنهان ایجاد شود. از بین بردن عامل خونریزی، مشکل را برطرف می‌کند، اگرچه برخی از زنان برای بهبود کم خونی به مکمل‌های آهن یا تزریق خون نیاز دارند.

## همه‌گیرشناسی

### قبل از بلوغ
شایع‌ترین علت خونریزی واژن معمولاً جسم خارجی وارد شده به کانال واژن است که اغلب با درد لگن، ترشحات کثیف یا عفونت‌های مکرر دستگاه تناسلی همراه است. این رویداد می‌تواند به دلیل خودکاوی عادی یا نشان دهنده سوء استفاده جنسی باشد.
آسیب دستگاه تناسلی نیز یک علت شایع است و اغلب شایع‌ترین علت بستری شدن در بیمارستان یا مراجعه به بخش اورژانس برای خونریزی واژینال قبل از بلوغ است که تا ۴۵ درصد از این موارد را شامل می‌شود. شایع‌ترین آسیب دستگاه تناسلی، آسیب استرادل است که اغلب در حین زمین‌خوردن، روی لبه تیز رخ می‌دهد و می‌تواند باعث پارگی بین چین‌های لبی شود.

## رفتار
در حالی که بسیاری از انواع خونریزی واژینال طبیعی هستند و نیازی به درمان ندارند، بعضی دیگر نیاز به مراقبت پزشکی دارند. مدیریت هورمونی معمولاً اولین گزینه ای است که برای درمان خونریزی غیرطبیعی رحمی حاد استفاده می‌شود. این داروهای هورمونی شامل قرص‌های ضدبارداری، مدروکسی پروژسترون استات (با نام تجاری Depo-Provera) و استروژن کونژوگه اسب است. درمان‌های طولانی‌مدت شامل قرار دادن آی‌یودی هورمونی، قرص‌های ضدبارداری، قرص‌های پروژسترون یا تزریق پروژسترون (Depo-Provera) و ضد التهاب‌ها (NSAIDs) مانند ایبوپروفن و برخی از داروها ممکن است برای زنان خاص بی‌خطر نباشند. زنان مبتلا به اختلالات لخته شدن خون نیز ممکن است نیاز به مراجعه به متخصص خون داشته باشند.
اگر خونریزی شدید باشد یا دلایلی وجود داشته باشد که بیماران نمی‌توانند داروهای هورمونی ذکر شده در بالا را مصرف کنند، ممکن است جراحی نیز در نظر گرفته شود. این جراحی‌ها شامل اتساع و کورتاژ، ابلیشن اندومتر و هیسترکتومی (برداشتن رحم) است. هیسترکتومی منجر به ناباروری خواهد شد، بنابراین تصمیم به جراحی در صورت امکان منتهی به تصمیم زنان در مورد باروری در آینده می‌شود.